# Chu Nguyệt Ánh
Chu Nguyệt Ánh là nữ kiểm sát viên người Việt Nam. Bà hiện giữ chức vụ Viện trưởng Viện kiểm sát nhân dân tỉnh Bắc Ninh.

## Tiểu sử
Ngày 27 tháng 3 năm 2019, Chu Nguyệt Ánh, Phó Viện trưởng Viện kiểm sát nhân dân tỉnh Bắc Ninh được Viện trưởng Viện kiểm sát nhân dân tối cao giao phụ trách Viện kiểm sát nhân dân tỉnh Bắc Ninh thay bà Nguyễn Hải Trâm chuyển công tác về Viện kiểm sát nhân dân tối cao.
Ngày 12 tháng 4 năm 2019, Chu Nguyệt Ánh được ông Trần Công Phàn, Phó Viện trưởng VKSND tối cao, trao quyết định của Viện trưởng Viện kiểm sát nhân dân tối cao Lê Minh Trí bổ nhiệm giữ chức vụ Viện trưởng Viện kiểm sát nhân dân tỉnh Bắc Ninh nhiệm kì 5 năm kể từ ngày 15 tháng 4 năm 2019 theo Quyết định số 35/QĐ-VKSTC ngày 10/4/2019.